# Kurt Eisner

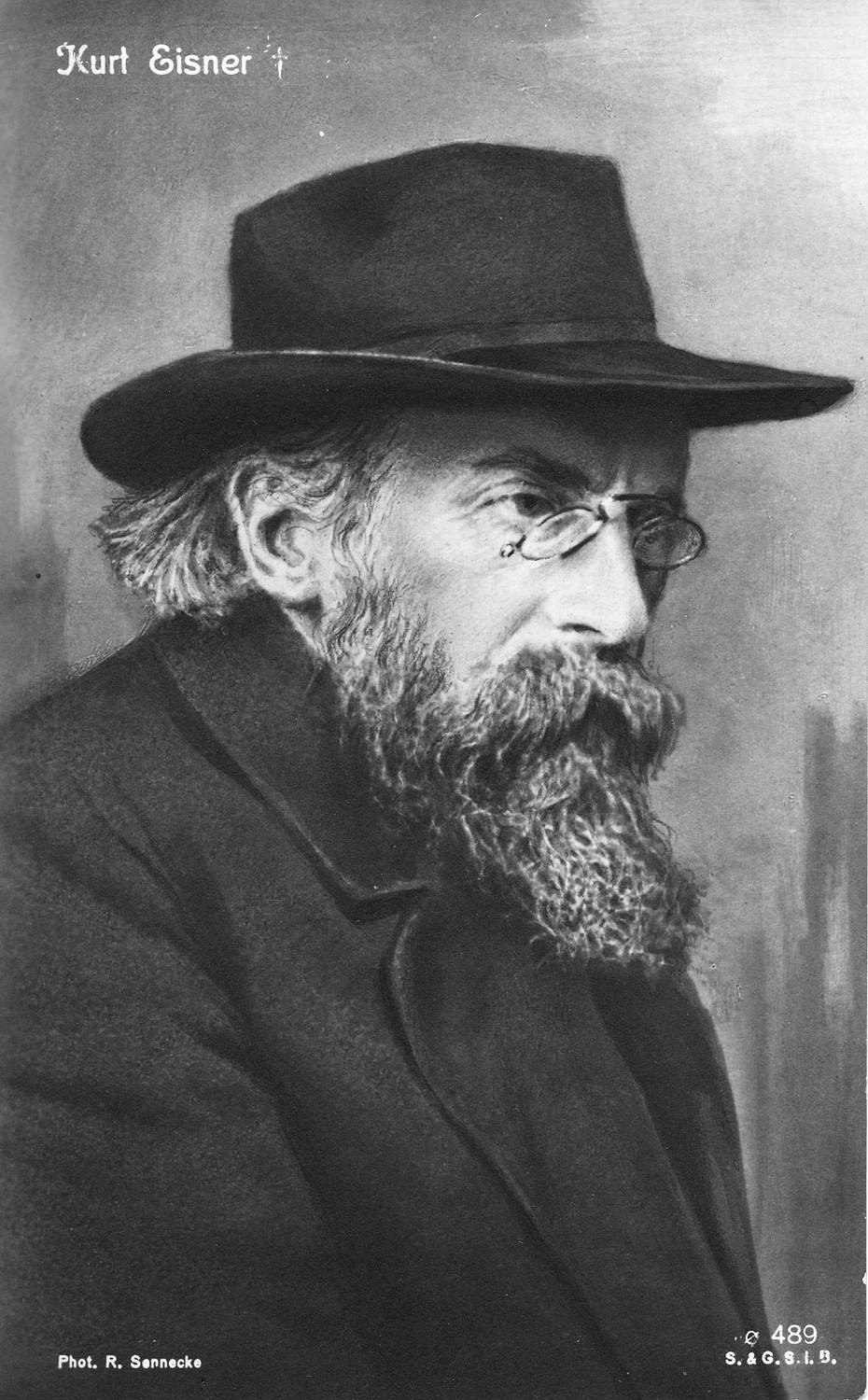
Kurt Eisner, nach der Vorlage eines Fotos von Robert Sennecke. Bearbeitete Postkarte von 1919

Kurt Eisner (geboren am 14. Mai 1867 in Berlin; gestorben am 21. Februar 1919 in München) war ein deutscher Politiker, Journalist und Schriftsteller. Bekannt ist er vor allem als Anführer der Novemberrevolution von 1918 in München. Vom 8. November 1918 bis zu seiner Ermordung war er der erste Ministerpräsident des Freistaats Bayern.
Während der wilhelminischen Ära des Kaiserreichs veröffentlichte Eisner Ende des 19. Jahrhunderts monarchiekritische Artikel und Publikationen. In den Jahren 1898 bis 1917 war er Mitglied der Sozialdemokratischen Partei Deutschlands (SPD). In den ersten fünf Jahren des 20. Jahrhunderts prägte er als führender Angehöriger des Redaktionskollektivs des Vorwärts maßgeblich die Ausrichtung des Zentralorgans der Partei. Während des Ersten Weltkriegs verfestigte sich seine pazifistische Überzeugung. Im Jahr 1917 trat er aufgrund einer gewachsenen oppositionellen Haltung gegen die deutsche Kriegspolitik wie auch gegen die sozialdemokratische Burgfriedenspolitik zur Unabhängigen Sozialdemokratischen Partei Deutschlands (USPD) über. Eisner wurde zum Protagonisten dieser Partei in Bayern, wo er ab 1907 ansässig war. Als einer der dortigen Hauptinitiatoren der für die Demokratisierung des Deutschen Reiches und gegen den Krieg gerichteten Januarstreikwelle von 1918 wurde er am 31. Januar wegen versuchten Landesverrates verhaftet und kam in Untersuchungshaft. Wiederholte Gesuche auf Haftverschonung wurden vom Reichsgericht abgelehnt. Erst am 14. Oktober wurde Eisner aus Anlass seiner Nominierung zur Reichsersatzwahl für das vakante Mandat Georg von Vollmars entlassen.
Eisner rief am 8. November 1918 den „Freistaat Bayern“ aus und erklärte König Ludwig III. für abgesetzt. Von der Versammlung der Arbeiter- und Soldatenräte wurde er zum Ministerpräsidenten gewählt. Die USPD erlitt jedoch bei der Landtagswahl Anfang 1919 eine schwere Niederlage und erhielt nur 2,5 Prozent der Stimmen. Auf dem Weg zur konstituierenden Sitzung des Landtags, auf der er seinen Rücktritt bekannt geben wollte, wurde er von Anton Graf von Arco auf Valley ermordet.

## Leben und Wirken

### Frühe Jahre
Eisner war Sohn des jüdischen Textilfabrikanten Emanuel Eisner (1827–1899) aus dem böhmischen Studnitz und dessen Frau Hedwig (1839–1918), geborene Levenstein. Seine Kindheit und Jugend verbrachte er in Berlin, wo er nach der Volksschule das Askanische Gymnasium besuchte. Nach dem Abitur im Jahr 1886 studierte er an der Friedrich-Wilhelms-Universität zu Berlin Philosophie und Germanistik, gab das Studium aber nach Vorbereitungsarbeiten für eine Dissertation über Achim von Arnim 1889 auf.
In den 1890er Jahren arbeitete Eisner als Journalist für eine Reihe von Zeitungen und Zeitschriften, unter anderem für die Frankfurter Zeitung und die Hessische Landeszeitung. Nicht nur in literarischen Kreisen erregten seine geschliffenen Nietzsche-Kritiken hohe Aufmerksamkeit.
Im Jahr 1892 heiratete er die evangelisch-lutherische Malerin Auguste Ludowika Elisabeth „Lisbeth“ (1867–1949), geborene Hendrich. Diese war Tochter des Landschaftsmalers August Hendrich aus Eberswalde. Aus dieser ersten Ehe gingen fünf Kinder hervor: Reinhard (* 22. November 1893 in Marburg), die später mit Hans Unterleitner verheiratete Ilse Hedwig (* 23. Oktober 1895 in Marburg), Doris Hildegard „Hilde“ (* 2. Mai 1897 in Marburg), Jenny Eva (* 26. Mai 1899 in Groß-Lichterfelde) und Hans Kurt.:S. 91

### Sozialdemokratischer Journalist für denVorwärts
Aufgrund zeitkritischer Betrachtungen in einer Berliner Zeitschrift wurde er im Jahr 1897 – noch als Feuilletonredakteur – in einem Strafprozess wegen Majestätsbeleidigung zu neun Monaten Gefängnis verurteilt. Nach seiner Entlassung warb die SPD um ihn, obwohl er dem in der Partei vorherrschenden Marxismus wenn nicht ablehnend, so doch reserviert gegenüberstand. Eisner leitete seine Ideale eher aus der Aufklärungsphilosophie Immanuel Kants ab und war besonders in seiner Marburger Zeit bei der Hessischen Landeszeitung vom Neukantianismus Hermann Cohens und Paul Natorps geprägt worden. Wie die „roten Kantianer“ Karl Vorländer und Franz Staudinger versuchte Eisner durch eine „Synthese von Kant und Marx“ die Philosophie der Marburger Schule mit der politischen Praxis der Sozialdemokratie zu verbinden:

„Denn sachlich gehört Marx zu Kant, in die Reihe der großen Aufklärer des 18. Jahrhunderts, wie tief und entscheidend er immer […] von Hegel beeinflußt ist.“

Daher war die SPD die Partei, deren politischen Zielen Eisner am nächsten stand, wenn auch seine Konzeption eines ethischen Sozialismus in der um die Jahrhundertwende laufenden Revisionismusdebatte zwischen Eduard Bernstein und seinen orthodox-marxistischen Kritikern um Karl Kautsky zu Konflikten führen musste. Eisner wurde von Wilhelm Liebknecht, dem Chefredakteur des SPD-Zentralorgans Vorwärts, im Spätsommer 1898 als Redakteur der Zeitung und Nachfolger Adolf Brauns angeworben und trat im Dezember desselben Jahres in die Partei ein.:S. 131 Seine Anstellung in der Redaktion des Vorwärts war durch Liebknechts Bestreben bestimmt, das Niveau des Parteiblattes zu verbessern:

„Eisner von Marburg kommt auf meinen Wunsch nach Berlin an den ‚Vorwärts‘. Das ist eine scharfe Klinge, die wir da gewonnen haben, und die hoffentlich auch manchen Kopf abschlägt. Möglich, daß es uns endlich gelingt, das Blatt journalistisch zu heben.“

Da Liebknecht, der nominelle Chefredakteur, wegen seines Reichstagsmandats sein Amt nicht voll ausfüllte, wuchs Eisner wegen seiner journalistischen Erfahrung in der „bürgerlichen“ Presse, auch in verantwortlicher Position, in der Vorwärts-Redaktion rasch eine Führungsrolle zu, die auch seine Kritiker anerkannten:

„Wir haben Opportunisten am ‚Vorwärts‘ genug und das geistige Haupt der Redaktion, Eisner, hat leider nicht einmal die nöthigen parteihistorischen und theoretischen Kenntnisse, sonst wäre er ein Nr. 1 Mann.“

Kurz nach dem Tod Wilhelm Liebknechts im August 1900 schrieb Eisner dessen erste ausführliche Biographie. Seine Führungsrolle in der Vorwärts-Redaktion blieb auch nach dem Tod des Chefredakteurs informell, da die Leitung der Parteizeitung formal auf das gleichberechtigte Redakteurskollektiv übertragen wurde.:S. 139 Von den elf Redakteuren gruppierten sich vier um Eisner und seinen Kollegen Georg Gradnauer, so dass Eisners Einfluss auf den Kurs der Zeitung durch diese Mehrheit in der Regel gesichert war, zumal er sich – anders als die meisten anderen Redakteure – ohne politisches Mandat, Funktionärsposten oder Wahlkampfaufgaben voll auf die journalistische Arbeit konzentrieren konnte.:S. 140 Aus den Konflikten innerhalb der Redaktion und mit der Parteiführung erwuchs, nach mehreren Kontroversen, sowohl mit Eduard Bernstein als auch mit den orthodoxen Marxisten in der SPD, der Vorwärts-Konflikt des Jahres 1905.:S. 210–219 Als zur Lösung der Redaktionsproblematik geplant wurde, mehrere Redakteure zu entlassen, die Eisners Mehrheitsrichtung angehörten, um sie durch orthodoxe Marxisten zu ersetzen, entschloss sich die Redaktionsmehrheit, selbst zu kündigen.:S. 215

### Unabhängig, aber unsicher: von Berlin nach München
Die Vorwärts-Redaktion rückte in der Folge nach links.:S. 217 Eisner blieb für anderthalb Jahre Schriftsteller und Journalist ohne feste Anstellung, aber in den Diensten der Partei. In dieser Zeit entstanden die Schriften Der Sultan des Weltkrieges und Das Ende des Reiches; Eisners begonnene Arbeit mit dem Titel Der Adel. Zur Geschichte einer herrschenden Klasse wurde jedoch nie fertiggestellt, ebenso die geplante Deutsche Literaturgeschichte für das Volk.:S. 222
Im Oktober 1906 nahm Eisner das Angebot an, ab März 1907 Chefredakteur der Fränkischen Tagespost in Nürnberg zu werden, erneut als Nachfolger Adolf Brauns.:S. 225 Als Eisner Berlin verließ, war seine Ehe bereits zerrüttet; seine Ehefrau Elisabeth blieb mit den Kindern zurück.:S. 229 Später, zu Beginn der Novemberrevolution, äußerte sich Eisner zu den Beweggründen seines Umzugs nach Bayern. Die Leute seien dort viel freiheitlicher gesinnt, weil ihnen die preußische „Überdisziplin“ fremd sei.
In den Jahren 1907 bis 1910 war Eisner Chefredakteur der sozialdemokratischen Fränkischen Tagespost. Die Entfremdung zu seiner Familie setzte sich fort, als sein Verhältnis zu seiner Mitarbeiterin Elise „Else“ Belli (1887–1940) bekannt wurde, der Tochter des „roten Feldpostmeisters“ Joseph Belli. Die Beziehung wurde unter dem Wortspiel casus belli vor allem parteiintern skandalisiert und führte dazu, dass Eisners Ernennung zum Dessauer SPD-Kandidaten für die Reichstagswahl 1912 letztlich scheiterte.:S. 243 Auch seine Stellung am Nürnberger Parteiblatt wurde durch Klatsch und Tratsch problematisch, so dass Eisner 1910 anlässlich einer negativen Jahresbilanz der Tagespost zurücktrat:S. 229 und erneut – diesmal nach München – umzog.
In München wohnte Eisner, entgegen den Gepflogenheiten der Zeit, unverheiratet mit Else Belli zusammen. 1917 heirateten sie nach der Scheidung von seiner ersten Frau. Das Ehepaar hatte zwei Töchter, Freia (* 6. Juni 1907 in München) und Ruth (* 30. Oktober 1909 in Großhadern).
Ab 1910 arbeitete Eisner als freier Mitarbeiter der Zeitung Münchener Post:S. 234 und publizierte in verschiedenen Zeitungen und Zeitschriften als Schriftsteller, Journalist und Theaterkritiker: Nun strebte er nach Unabhängigkeit, die er in den SPD-Zeitungen ebenso wenig gefunden hatte wie zuvor in der bürgerlichen Presse. Dazu gründete er seine eigene Agentur, eine Pressekorrespondenz unter dem Titel Arbeiter-Feuilleton, die sozialdemokratische Parteiorgane, vor allem die zahlreichen kleineren Blätter, mit Feuilletonartikeln versorgte, welche auf diesem Wege weite Verbreitung fanden.
Durch seine feuilletonistische Arbeit kam er verstärkt in Kontakt mit dem damals breit gefächerten Münchner Künstler- und Intellektuellenmilieu. Er blieb bis 1917 weiterhin politischer Mitarbeiter der SPD, betrieb Wahlkampf, äußerte sich zu Bildungsfragen und auf außenpolitischem Gebiet, wenn auch aufgrund der beruflichen Selbständigkeit in verringertem Maße.:S. 463

### Während des Weltkrieges
Am 27. Juli 1914 hielt Eisner die Rede bei der zentralen Friedenskundgebung der Münchner Sozialdemokratie. Darin betonte er, in der Politik des zaristischen Russlands liege die größte Gefahr für den Frieden. Er forderte Frankreich, England und Deutschland auf, gemeinsam „die Kriegsfurie“ zu „erwürgen“. Wenn der Krieg aber einmal ausgebrochen sei, so der von einer russischen Aggression überzeugte Eisner, müsse man das Vaterland verteidigen. Darin der von der Reichsregierung gesteuerten manipulativen Informationspolitik erlegen, begrüßte er bei Kriegsbeginn die Zustimmung der Reichstagsfraktion seiner Partei zu den ersten Kriegskrediten, um den „Vernichtungskrieg gegen den Zarismus“ zu führen.
Nachdem Eisner allerdings den Verlauf und die Hintergründe des Kriegsausbruchs kritisch zu hinterfragen begonnen hatte, wandelte er sich ab 1915 zum radikalen Pazifisten, „in letzter Konsequenz sogar zum unbarmherzigen Systemkritiker, ja zum Revolutionär“.:S. 306 Eisner wurde ein erklärter Gegner der deutschen Kriegspolitik während des weiteren Kriegsverlaufs. Während er 1914 noch der nationalen Propaganda einer angeblichen Kriegsschuld Russlands glaubte – eine Propaganda, die der traditionell Zarismus-feindlichen Sozialdemokratie entgegenkam –, war er ab Frühjahr 1915 überzeugt davon, dass es Deutschland gewesen war, das den Weltkrieg vom Zaun gebrochen hatte. Damit stellte er sich gegen die Haltung der Mehrheit der SPD-Fraktion im Reichstag und im bayerischen Landtag. Gemeinsam mit anderen Kriegsgegnern – von Clara Zetkin über Albert Einstein bis zu Ludwig Quidde – wurde er Mitglied im Bund Neues Vaterland, in dem sich Pazifisten mit unterschiedlichen politischen Weltanschauungen sammelten. 1917 spaltete sich im Zuge des zunehmenden Widerstands gegen die Burgfriedenspolitik – auch von sozialdemokratischen Mandatsträgern – der Antikriegs-Flügel als Unabhängige Sozialdemokratische Partei Deutschlands (USPD) von der SPD ab. Eisner gehörte zu den führenden USPD-Begründern in Bayern, reiste auch zur Gründungsversammlung zu Ostern 1917 nach Gotha. Seit 1917 war er die Leitfigur der von ihm aufgebauten Münchner USPD.:S. 320
Der Keim der Münchner USPD und die eigentliche Basis von Eisners politischer Tätigkeit – zu einem bedeutenden Teil Aufklärungsarbeit über die Kriegsursachen – waren allerdings die Diskussionsabende im Gasthaus „Zum goldenen Anker“, die vom 7. Dezember 1916 an wöchentlich von Eisner geleitet wurden und vor dem Januarstreik 1918 bis zu 150 Teilnehmer anzogen. Vor allem die SPD-Jugend, vielfach Kriegsheimkehrer, die wegen schwerer Verletzungen kriegsuntauglich geworden waren, bildeten zunächst den Kern der Gruppe, auf die Eisner „den Eindruck eines pensionierten Schulrats oder Professors machte, der von einem Tisch am Kopfende des Versammlungslokals aus die einführende Rede hielt, auf deren Grundlage dann in die Diskussion eingetreten wurde.“:S. 323 f Zu den später hervorgetretenen Teilnehmern gehörten Felix Fechenbach, Oskar Maria Graf, Erich Mühsam, Hans Unterleitner, Ernst Toller, Joachim Kain, Sarah Sonja Lerch und Josef Sontheimer, politisch eine heterogene Gruppe zwischen gemäßigter Sozialdemokratie, Kommunismus und Anarchismus,:S. 325 daneben „merkwürdige Menschen mit anthroposophischen Ideen und pazifistische Dichter“.
Nachdem Eisner im Januar 1918 den Streik der Münchner Munitionsarbeiter organisiert hatte, der Teil einer reichsweiten politischen Streikwelle mit dem Ziel einer Demokratisierung des Staates und eines Verständigungsfriedens war, wurde er am 31. Januar 1918 in München verhaftet und zu einer Gefängnisstrafe verurteilt. Das Gefängnis konnte er am 14. Oktober des Jahres – als das Kriegsende mit dem sich abzeichnenden Zusammenbruch der Westfront kurz bevorstand – vorzeitig verlassen, weil die USPD ihn als Kandidaten für eine Nachwahl zum Reichstag aufstellen wollte.

### Novemberrevolution in München, Sozialistenkonferenz in Bern

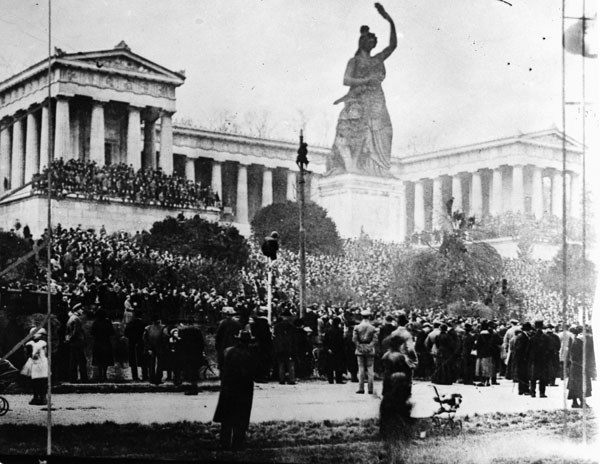
Demonstration auf der Theresienwiese am 7. November 1918

Aufruf An die Bevölkerung Münchens! vom 8. November 1918

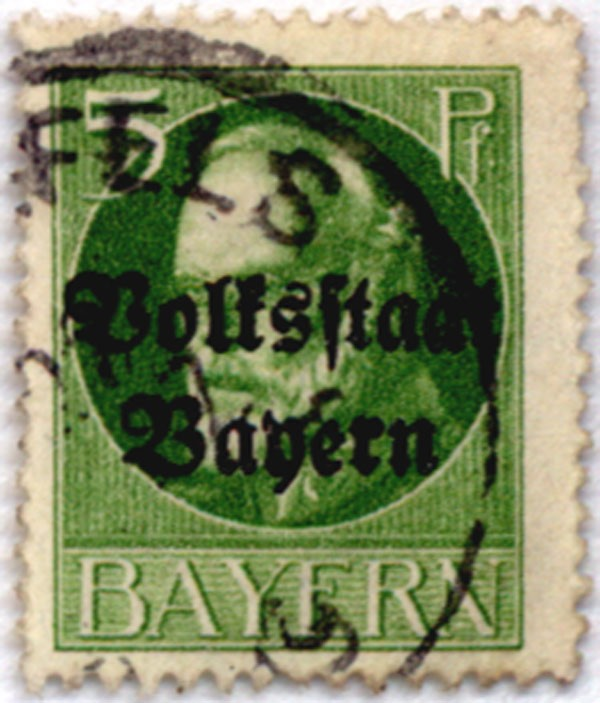
Briefmarke der Bayerischen Republik – mit dem nachträglichen Aufdruck „Volksstaat Bayern“ – nach der Absetzung des abgebildeten Königs Ludwig III.

Im Verlauf der vom Kieler Matrosenaufstand ausgehenden reichsweiten Novemberrevolution zum Ende des Ersten Weltkrieges war Eisner der führende Kopf der revolutionären Umwälzungen in Bayern, die München noch vor der Reichshauptstadt Berlin erreichten. Eisner führte zusammen mit Ludwig Gandorfer im Anschluss an eine Massenkundgebung auf der Theresienwiese am 7. November 1918 einen stetig größer werdenden Demonstrationszug zuerst zu den Garnisonen Münchens und dann ins Stadtzentrum an, ohne auf nennenswerten Widerstand zu treffen. Da die Sicherheit König Ludwigs III. nicht mehr zu gewährleisten war, veranlassten ihn seine Minister zur Abreise nach Schloss Wildenwart im Chiemgau, später musste er weiter an den Hintersee in Ramsau bei Berchtesgaden fliehen, schließlich Bayern verlassen und im Schloss Anif nahe Salzburg Zuflucht suchen.

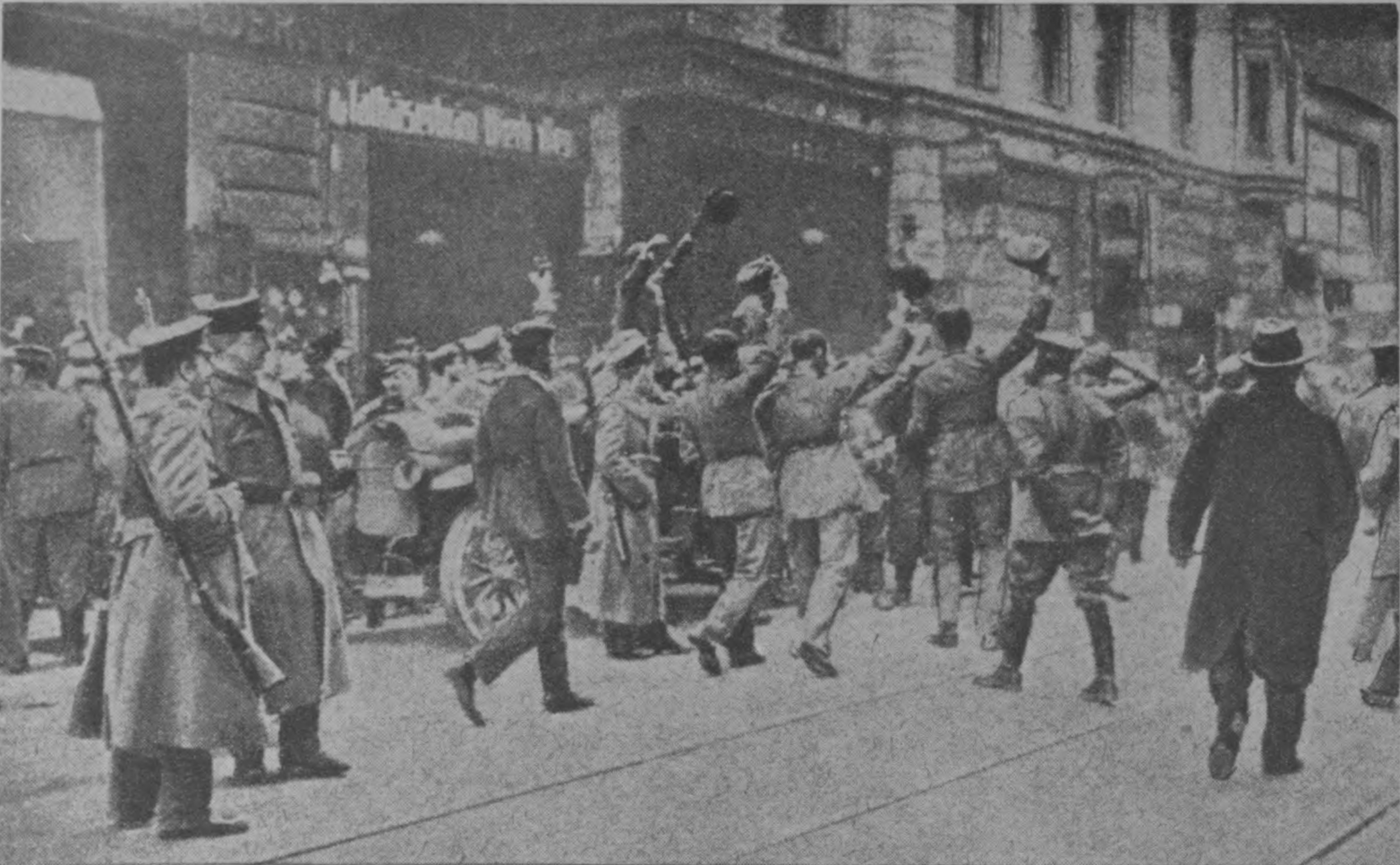
Jubelnde Soldaten am 8. November 1918 in München nach der Ausrufung des Freistaats Bayern

In der Nacht zum 8. November 1918 rief Eisner in der ersten Sitzung der Arbeiter- und Soldatenräte im Mathäserbräu den „Freistaat Bayern“ (sinngemäß „frei von Monarchie“) aus und erklärte das herrschende Königshaus der Wittelsbacher für abgesetzt:

„Die Dynastie Wittelsbach ist abgesetzt!
Bayern ist fortan ein Freistaat!“

Eisner wurde vom Münchner Arbeiter- und Soldatenrat zum ersten Ministerpräsidenten der neuen bayerischen Republik gewählt und bildete kurz darauf ein Regierungskabinett aus Mitgliedern der SPD und der USPD, in dem er neben seinem Amt des Regierungschefs auch den Posten des Außenministers einnahm. Am 12. November gab Ludwig III. die Anifer Erklärung ab, die am Folgetag in München veröffentlicht wurde. Er entband die bayerischen Beamten und Soldaten vom Treueid auf den König und stellte damit den Fortgang der Verwaltung sicher. Auf den Thron verzichtete er hingegen nie.
Am 14. November 1918 lud Eisner den von ihm wegen seiner schriftstellerischen und rhetorischen Begabung geschätzten anarchistischen Theoretiker Gustav Landauer nach München ein und bat ihn, „durch rednerische Betätigung an der Umbildung der Seelen mit[zu]arbeiten“. Landauer folgte diesem Ruf. Er wurde nach dem Tod Eisners ab dem 7. April 1919 als Beauftragter für Volksaufklärung einer der tragenden Köpfe der ersten Phase der Münchner Räterepublik.
In Eisners rund 100-tägiger Amtszeit als Ministerpräsident Bayerns blieben weitere umstürzende Veränderungen aus, da die Regierung, besonders von den SPD-Ministern, nur als ein Provisorium bis zur angesetzten Landtagswahl betrachtet wurde und zudem verschiedene Vorstellungen über die genauen Strukturen des kommenden Staates zu Konflikten führten. Ein wesentlicher Streitpunkt dabei war die Auseinandersetzung um die Frage der Einführung einer parlamentarischen Demokratie oder einer Räterepublik. Eisner selbst vertrat eine Zwischenposition. Er betrachtete die Räte als eine beratende und kontrollierende Instanz gegenüber einem noch zu wählenden Parlament, wollte ihnen jedoch auf Dauer keine legislative oder exekutive Gewalt übertragen. Die Macht der Räte zu Beginn der Revolution verteidigte er als ein Mittel der Erziehung der Bevölkerung zur Demokratie.

„Die Revolution ist nicht die Demokratie. Sie schafft erst die Demokratie.“

Die Banken sowie die großen Industrie- und Wirtschaftsunternehmen blieben unter der Regierung Eisners unangetastet. Ihre zunächst geplante Sozialisierung wurde aufgeschoben. Die monarchistischen Beamten in Justiz und Bürokratie behielten im Wesentlichen ihre Stellungen und verhielten sich abwartend. Lediglich einige soziale und gesellschaftliche Veränderungen zugunsten der bis dahin eher benachteiligten Bevölkerungsschichten, vor allem der Arbeiter, wurden umgesetzt, etwa durch die Einführung des Achtstundentags und des Frauenwahlrechts sowie durch die Abschaffung der kirchlichen Schulaufsicht. Gleichwohl verprellte Eisner damit die einflussreiche katholische Kirche und das konservative Bürgertum, die ihre Vertretung in der Bayerischen Volkspartei sahen. Kardinal Faulhaber prangerte Eisners Regierung als die „von Jehovas Zorn“ an.
Außenpolitisch vertrat Eisner zeitweise separatistische Bestrebungen. Er konnte seine Vorstellungen einer Donauföderation zwischen Österreich, Bayern und der neu ausgerufenen Tschechoslowakischen Republik ebenso wenig durchsetzen wie die Forderung, dass die geplante neue Reichsverfassung erst nach Zustimmung der Länder gültig werden solle. Beides scheiterte am Widerstand der Reichsregierung.

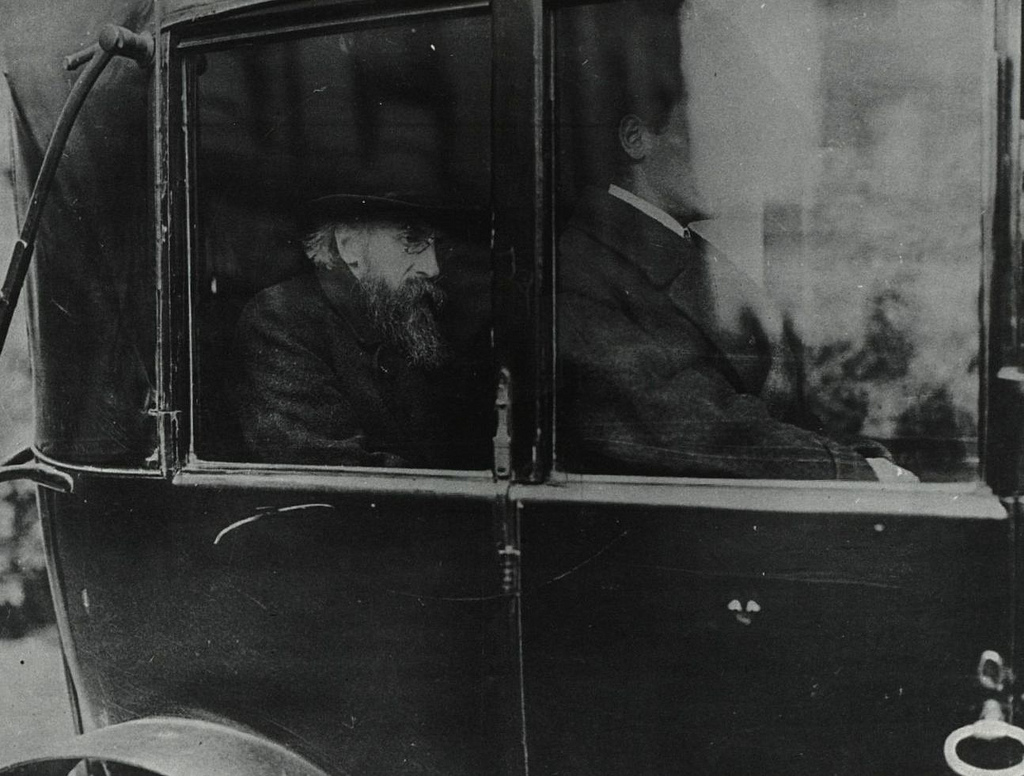
Eisner auf der Fahrt zur Reichskanzlei in Berlin anlässlich einer Konferenz der Reichsregierung (zu der Zeit „Rat der Volksbeauftragten“), 22. November 1918 (Fotografie von Robert Sennecke)

Kurz nach seinem Amtsantritt reiste Bayerns Ministerpräsident Kurt Eisner nach Berlin und übergab dort Abschriften der Gesandten der bayerischen Geheimdiplomatie aus den Wochen vor dem Ausbruch des Weltkriegs an Theodor Wolff, den Chefredakteur des Berliner Tagblatts, die dort am 24. November 1918 veröffentlicht wurden. Die Dokumente stammten vom bayrischen Diplomaten Franz von Stockhammern, der sie an den Revolutionsgesandten in Berlin Dr. Muckle übergeben hatte. Die Dokumente sollten die alleinige Schuld kaiserlich-preußischer Entscheidungsträger am Kriegsausbruch beweisen. Sie waren von Eisner zuvor redigiert und gekürzt worden, was ihm später den Vorwurf der Fälschung einbrachte. Eisners mögliches Motiv war, bei den anstehenden Friedensverhandlungen bessere Bedingungen insbesondere für Bayern zu erreichen. Damit machte er sich die führenden Militärs, die ihm sowieso argwöhnisch bis ablehnend gegenübergestanden hatten, endgültig zum Feind. Auch von vielen reichspatriotisch und nationalistisch gesinnten Bürgern wurde er deswegen als Verräter angesehen, da er in ihren Augen auf diese Weise versucht habe, einen Teil Deutschlands gegen einen anderen auszuspielen. Am 25. November 1918 geriet er deswegen mit der Reichsregierung in Berlin, die – zwischen der Ausrufung der Republik und freien Wahlen – von der SPD unter Friedrich Ebert geführt wurde, in einen offenen Konflikt. Selbst führende linke Politiker und Pazifisten, wie Philipp Scheidemann und Ludwig Quidde, rückten öffentlich von ihm ab.
Auch von der revolutionären Linken um den anarchistischen Schriftsteller Erich Mühsam und der erst Anfang Januar 1919 gegründeten Kommunistischen Partei Deutschlands (KPD) unter dem Münchner Vorsitz von Max Levien wurde Druck auf die instabile bayerische Regierung aus SPD und USPD ausgeübt. Bei dem Versuch von etwa 4000 Arbeitslosen, am 7. Januar 1919 das Sozialministerium in München zu besetzen, blieben nach dem gewaltsamen Eingreifen der Polizei drei Tote und acht Verwundete zurück.
Eisner ließ darauf führende KPD-Mitglieder und Anhänger des Revolutionären Arbeiterrates (RAR) als vermeintliche Hintermänner der Unruhen kurzfristig verhaften, unter ihnen auch Mühsam und Levien, die wenig später auf Druck einer Demonstration wieder freigelassen wurden. Nach diesen Ereignissen riefen die KPD, Anarchisten und der RAR zum Boykott der anstehenden Landtagswahl auf. Kurt Eisner genoss zwar immer noch Ansehen als Anführer der Revolution, jedoch trat er in den Augen der radikalen Linken zu unentschieden gegen die Übermacht der Mehrheits-SPD in der Regierung um seinen Innenminister und politischen Rivalen Erhard Auer auf. In seinen Entscheidungen erschien Eisner diesen Kräften zu schwankend und nicht durchsetzungsfähig genug, um die revolutionären Forderungen wirklich umsetzen zu können. Viele zweifelten auch zunehmend seinen Willen dazu an. Am 6. Dezember scheiterte jedoch der Münchner Zeitungsputsch.

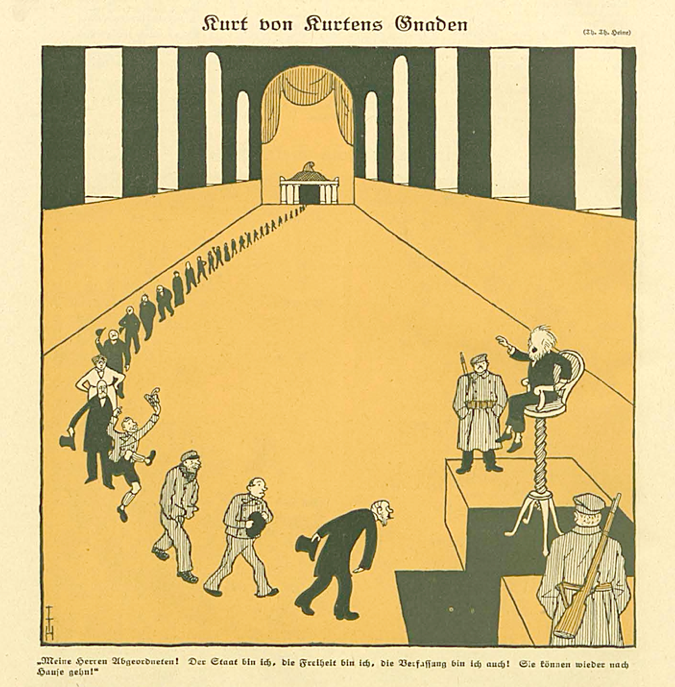
Kurt von Kurtens Gnaden. Karikatur von Thomas Theodor Heine, erschienen am 28. Januar 1919 im Simplicissimus. Bildunterschrift: „Meine Herren Abgeordneten! Der Staat bin ich, die Freiheit bin ich, die Verfassung bin ich auch! Sie können wieder nach Hause gehn!“

Vor den bayerischen Landtagswahlen am 12. Januar 1919 ging Eisner trotz der zunehmenden Kritik an seinen Maßnahmen davon aus, dass die große Mehrheit der bayerischen Bevölkerung hinter ihm und der USPD stünde, wobei er sich insbesondere hinsichtlich der großen Wählerschicht der Landbevölkerung deutlich irren sollte. Nachdem die USPD bei den Wahlen mit nur 2,53 Prozent der Stimmen und gerade mal 3 Abgeordneten eine unerwartet klare Niederlage hatte hinnehmen müssen, sah sich Eisner Rücktrittsforderungen ausgesetzt, denen er sich aber bis zum ersten Zusammentreten des neuen Landtages widersetzte.
Stärkste Partei mit 35 Prozent wurde, trotz Verlusten, die konservative Bayerische Volkspartei (BVP), die zusammen mit rechtsnationalistischen Kreisen eine auf die Person Eisners ausgerichtete antisemitische Diffamierungskampagne gegen die „jüdisch-bolschewistische“ Revolution in der Hauptstadt ausgelöst hatte. Die SPD unter dem Vorsitz Erhard Auers gewann stark und verfehlte mit 33 Prozent knapp die relative Mehrheit im neuen Landtag, der am 21. Februar 1919 das erste Mal zusammentreten sollte. Bis dahin blieb Eisner noch im Amt des bayerischen Regierungschefs. Am 19. Februar 1919 versuchten Matrosen unter Führung von Konrad Lotter in München vergeblich, Kurt Eisner abzusetzen.
An der Arbeiter- und Sozialistenkonferenz der Zweiten Internationale in Bern vom 3. bis 10. Februar 1919 hielt Eisner mehrere vielbeachtete Reden und unterzeichnete gemeinsam mit dem französischen Sozialisten Pierre Renaudel eine Resolution zugunsten der Kriegsgefangenen, was zu harschen Reaktionen in der Presse führte.

### Ermordung und Begräbnis

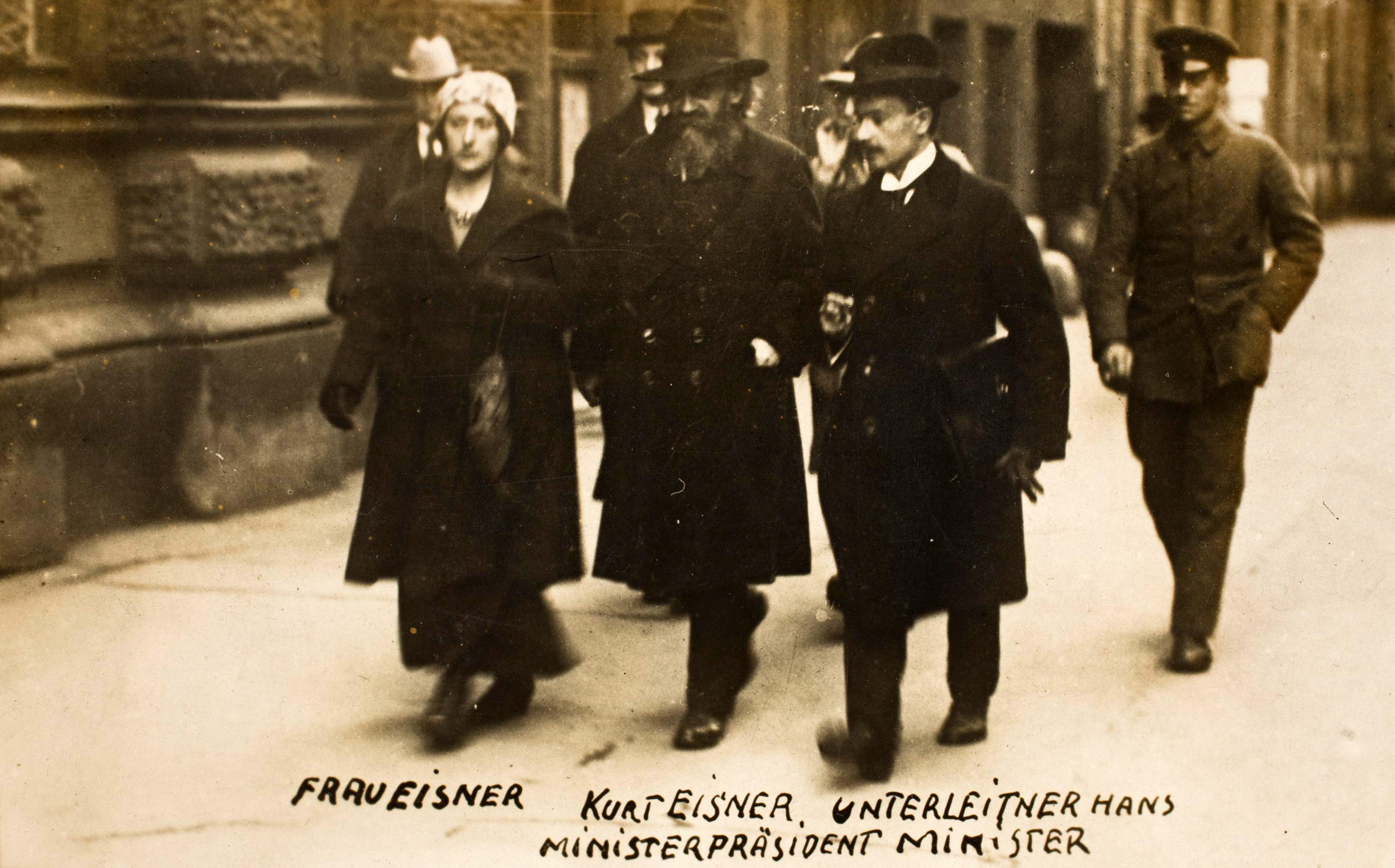
Eisner (vordere Reihe, Mitte) Januar 1919 auf dem Weg zum Landtag, zusammen mit seiner Frau Else (links neben ihm) und seinem Schwiegersohn und Minister für soziale Fürsorge Hans Unterleitner (rechts neben ihm)

Am 21. Februar 1919 verließ Eisner die Räume des Bayerischen Ministeriums des Äußeren, in denen er letzte Hand an seine Rücktrittsrede gelegt hatte, die er um 10 Uhr im neu konstituierten Bayerischen Landtag verlesen wollte. Er wurde begleitet von seiner Ehefrau, seinem Schwiegersohn und Staatsminister für soziale Fürsorge Hans Unterleitner, seinem Sekretär Felix Fechenbach und Benno Merkle, einem Mitarbeiter im Bayerischen Außenministerium, sowie von zwei Leibwächtern. Fechenbach hatte aufgrund der feindseligen Stimmung gegen Eisner und verschiedener in den vorausgegangenen Tagen bekanntgewordener Morddrohungen Eisner dringend geraten, den Weg durch den rückwärtigen Eingang des Hotels Bayerischer Hof zu wählen, was dieser mit der Bemerkung ausschlug: „Man kann einem Mordanschlag auf die Dauer nicht ausweichen, und man kann mich ja nur einmal totschießen.“ Auf dem Weg durch die Promenadestraße (heute Kardinal-Faulhaber-Straße) wurde Eisner von dem Studenten und zu dieser Zeit beurlaubten Leutnant im Königlich Bayerischen Infanterie-Leib-Regiment Anton Graf von Arco auf Valley aus unmittelbarer Nähe mit zwei Pistolenschüssen in Rücken und Kopf erschossen. Eisner war sofort tot. Graf von Arco, der aufgrund seiner jüdischen Herkunft aus der völkisch-antisemitischen Thule-Gesellschaft ausgeschlossen worden war und durch die Tat seine „nationale Gesinnung“ beweisen wollte, nannte später unter anderem einen „Geheimnisverrat Eisners an die Alliierten“ als Motiv für sein Attentat. Unmittelbar nach dem Mord wurde der Attentäter durch mehrere Schüsse von den beiden Leibwächtern Eisners lebensgefährlich verletzt und festgenommen. Er überlebte durch eine Notoperation des berühmten Chirurgen Ferdinand Sauerbruch.
Der Schankkellner Alois Lindner, ein Mitglied des Revolutionären Arbeiterrats (RAR), schoss aus Rache zwei Stunden nach dem Mord von der Zuschauertribüne des Landtags aus auf den SPD-Vorsitzenden Erhard Auer, den er als Hintermann des Attentats vermutete. Der Major Paul von Jahreiß versuchte Lindner zu ergreifen und wurde getötet; ein (möglicherweise zweiter) Attentäter erschoss den konservativen Abgeordneten Heinrich Osel. Die konstituierende Landtagssitzung wurde nach diesen tumultartigen und unter den Anwesenden Panik auslösenden Ereignissen vertagt. Auer überlebte seine Verletzungen ebenfalls dank einer Notoperation durch Dr. Sauerbruch.

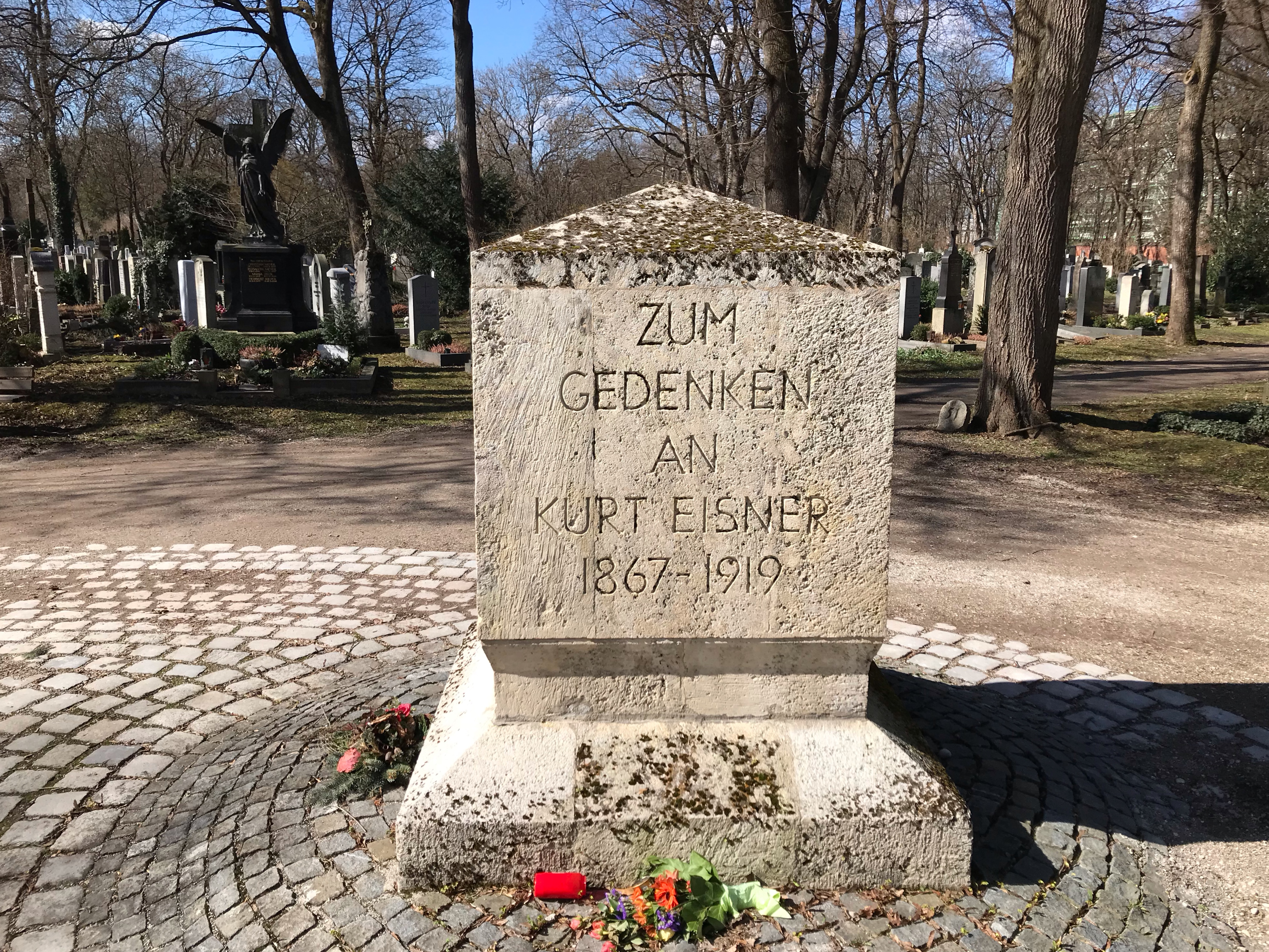
Gedenkstein auf dem Ostfriedhof

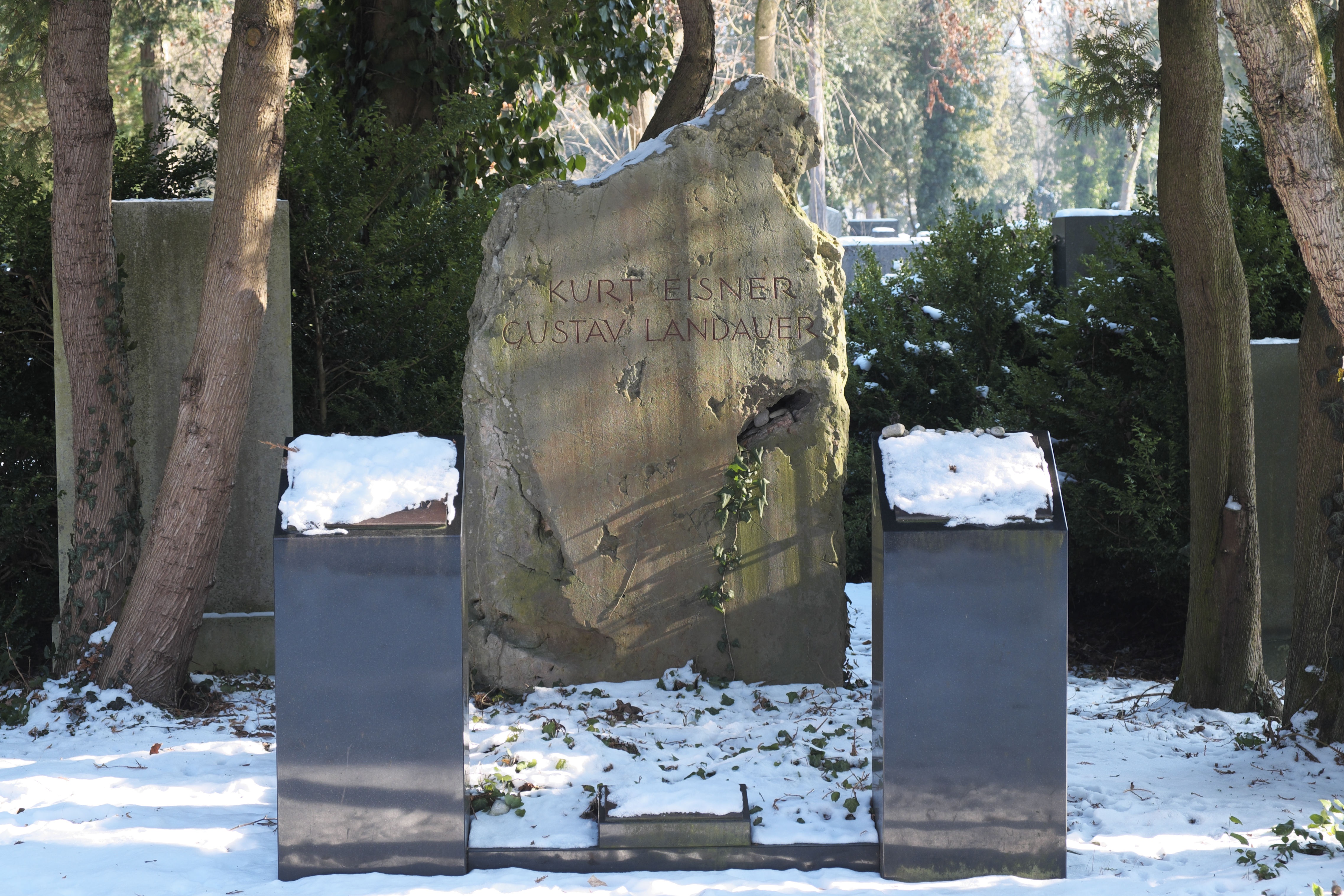
Grab auf dem Neuen Israelitischen Friedhof

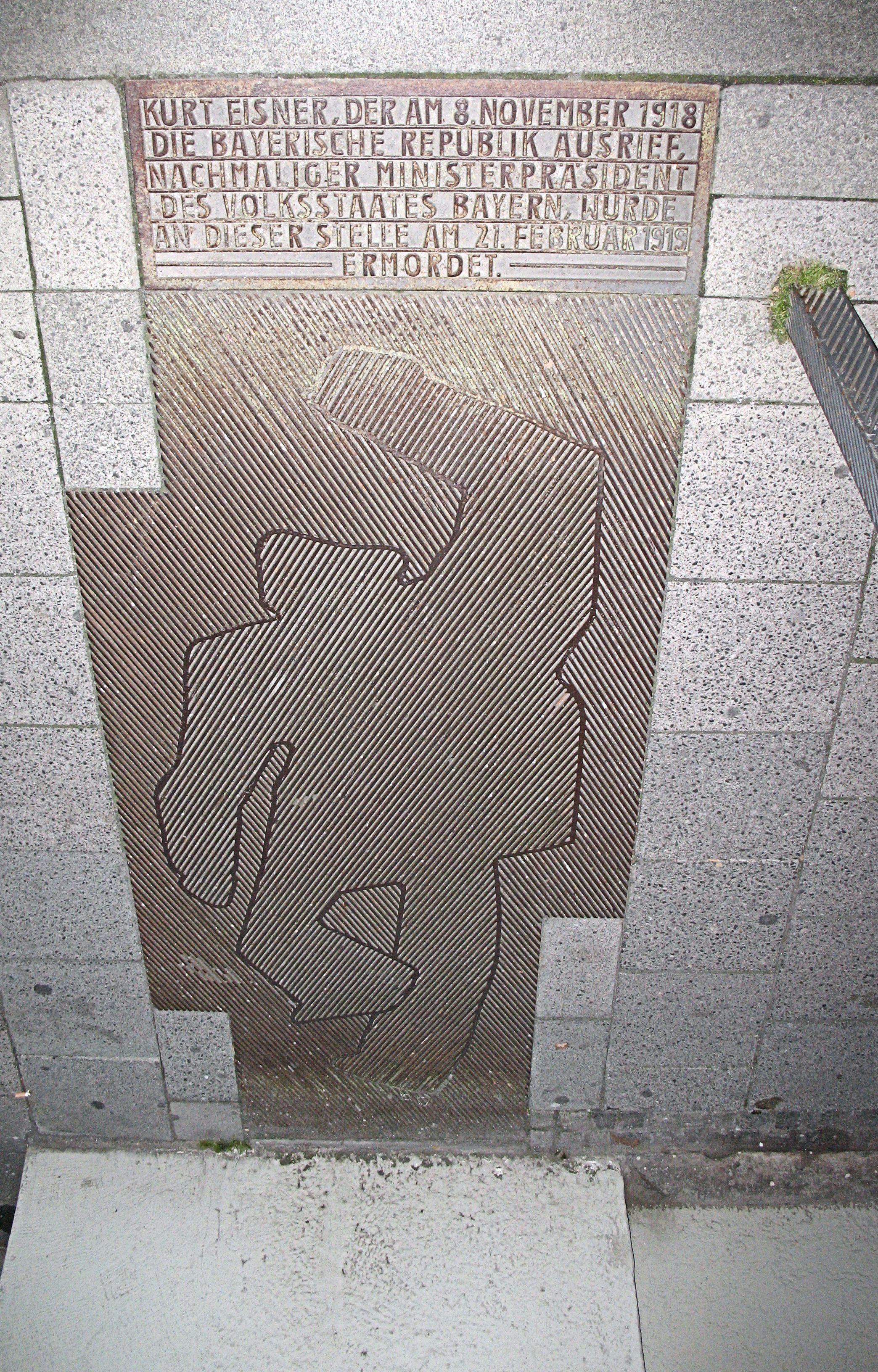
Kurt-Eisner-Denkmal in der Kardinal-Faulhaber-Straße in München, eingeweiht 1989: Es zeigt den Umriss des ermordeten Eisner am Tatort.

Aus der Befürchtung heraus, rechtsextreme Kreise könnten einen Putschversuch wagen, rief die USPD in München den Generalstreik aus. Bürgerliche Zeitungen wurden verboten und ihre Redaktionen besetzt. Die provisorische Regierungsgewalt übernahm vorübergehend der vom Rätekongress eingesetzte Zentralrat der bayerischen Republik unter dem Vorsitz von Ernst Niekisch (SPD, später USPD), der die politische Handlungsfähigkeit des zunächst führungslos gewordenen Freistaats erhalten sollte.
Am Tatort des Eisner-Attentats in der umbenannten Kardinal-Faulhaber-Straße erinnert seit 1989 eine in den Gehsteig eingelassene Reliefplatte der Künstlerin Erika Maria Lankes an den Mord.
Der Leichnam Kurt Eisners wurde am 26. Februar 1919 in einem großen Trauerzug, an dem rund 100.000 Menschen beteiligt gewesen sein sollen, von der Theresienwiese zum Städtischen Krematorium auf dem Münchner Ostfriedhof überführt. Dort wurde in einem kleineren Kreis die Leiche eingeäschert und beigesetzt; Trauerreden hielten Hans Unterleitner und Hugo Haase (USPD), Max Levien (KPD) und Gustav Landauer. Eisners Urne wurde 1933 auf Betreiben der nationalsozialistischen Stadträte Christian Weber und Hans Zöberlein auf den Neuen Israelitischen Friedhof in ein gemeinsames Urnengrab mit Gustav Landauer umgebettet, der nach der Niederschlagung der Räterepublik am 2. Mai 1919, also etwa zehn Wochen nach Eisners Tod, von Freikorpssoldaten ermordet worden war. Dort befindet sich bis heute das Grab von Eisner und Landauer. Der auf dem Ostfriedhof 1922 errichtete Gedenkstein wurde im Juni 1933 vom NS-Regime entfernt und 1954 wieder aufgestellt. Er erinnert an Kurt Eisner und die Toten der Revolution 1919.

## Nachwirkungen des Attentats

### Bayerische Räterepublik

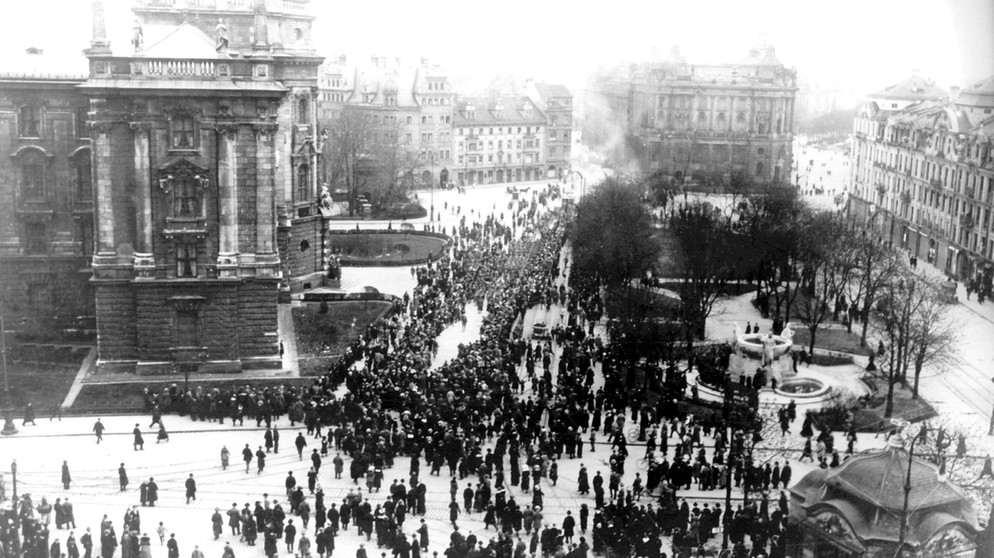
Demonstration in München 1919

Nach der Ermordung Eisners verschärften sich die Auseinandersetzungen zwischen den Anhängern einer parlamentarischen Demokratie und denen einer sozialistischen Räterepublik in Bayern. Der Rätekongress und der Landtag sprachen sich gegenseitig eine Legitimation zur Regierungsbildung ab. Gegen die Wahl von Martin Segitz (SPD) zum Ministerpräsidenten durch den Rätekongress am 1. März 1919 wählte der Landtag am 17. März Johannes Hoffmann zum Regierungschef des Freistaats. Dessen SPD-dominierte, von der BVP-Fraktion tolerierte Minderheitsregierung in der Koalition mit dem Bayerischen Bauernbund und vorerst noch der USPD, geriet jedoch in die Defensive und musste nach Bamberg ausweichen.
In der Landeshauptstadt riefen am 7. April 1919 der Zentralrat und der Revolutionäre Arbeiterrat die Bayerische Räterepublik aus. Daraufhin traten die USPD-Mitglieder aus der Landesregierung in Bamberg aus. Die Regierung der Räterepublik war zunächst dominiert von anarchistischen und pazifistischen Intellektuellen, unter ihnen Gustav Landauer, Erich Mühsam und der Nachfolger Eisners im Vorsitz der USPD, Ernst Toller, – danach von Mitgliedern der KPD wie beispielsweise Eugen Leviné, Max Levien und Rudolf Egelhofer. Auch andere bayerische Städte schlossen sich der Räterepublik an. Nach wenigen Wochen wurde sie von rechtsnationalistischen Freikorps- und Reichswehrverbänden im Dienst der SPD-geführten Bamberger Landesregierung und der ebenfalls SPD-geführten Reichsregierung (Kabinett Scheidemann) Anfang Mai 1919 blutig niedergeschlagen. Im Rahmen von Ermittlungen hatten Rotgardisten der KPD zehn Personen aus der völkisch-antisemitischen Thule-Gesellschaft und deren Umfeld gefangen genommen. Sie wurden unter anderem beschuldigt, mit konspirativen Aktionen gegen die Räterepublik agiert zu haben, und vier Tage später – auch unter dem Eindruck von Nachrichten über Grausamkeiten der konterrevolutionären Truppen – ohne Gerichtsverhandlung im zur Kaserne und Gefängnis umfunktionierten Luitpold-Gymnasium erschossen. Dieser „Geiselmord“ führte nach der Niederschlagung der Räterepublik dazu, dass mehr als 2200 – auch vermeintliche – Anhänger der Räterepublik der Rache der Freikorps zum Opfer fielen. Die meisten Anführer der Revolutionäre wurden ermordet, von Standgerichten zum Tode oder bei anderen Gerichtsverfahren zu langen Haftstrafen verurteilt.
Nach dem blutigen Ende dieser relativ kurzen rätesozialistischen Periode in der bayerischen Geschichte, die mit Eisners Ministerpräsidentschaft begonnen hatte, entwickelte sich Bayern zu einer konservativ-reaktionären „Ordnungszelle“ innerhalb des deutschen Reichs während der Weimarer Republik. In München begann in den 1920er Jahren, begünstigt durch eine nach der Revolution verbreitete antikommunistische und antisemitische Stimmungslage in der Öffentlichkeit, auch der politische Aufstieg Adolf Hitlers und seiner NSDAP.

### Arco-Valley-Prozess
Der Attentäter Graf Arco-Valley wurde des Mordes angeklagt. Da er direkt nach der Ermordung Eisners selbst angeschossen und schwer verletzt worden war, begann sein Prozess erst acht Monate nach der Niederschlagung der dem Tod Eisners folgenden Räterepublik in Bayern – und fast ein Jahr nach der Tat. Verhandelt wurde vor dem Volksgericht, einem Sondergericht mit standrechtsähnlicher Verhandlungsführung. Der Richter Georg Neithardt führte die Verhandlung oberflächlich. Hinweisen auf Verbindungen zu führenden Militärs und zum völkisch-rechtsextremen Geheimbund der Thule-Gesellschaft, einer Keimzelle der späteren NSDAP, ging das Gericht nicht weiter nach.
Arco wurde letztlich als Einzeltäter verurteilt. In der Urteilsbegründung hieß es, dass die Tat „nicht niederer Gesinnung“ entsprungen sei, sondern „glühender Liebe zum Vaterland“. Trotz dieser im Grunde mit den Motiven des Mörders sympathisierenden Richteraussage wurde gegen Arco vom Gericht am 16. Januar 1920 das Todesurteil ausgesprochen. Die Bayerische Landesregierung begnadigte ihn allerdings bereits am darauffolgenden Tag aufgrund des Richtervotums bezüglich Arcos Motiven zu lebenslanger Festungshaft in der Festung Landsberg am Lech, aus der er im Zuge einer Amnestierungswelle im April 1924 entlassen wurde. Im Oktober 1927 folgte die endgültige Begnadigung.

### Flucht der Familie
Weniger großzügig zeigte sich die Bayerische Regierung jedoch gegenüber Eisners Witwe Else und den zwei Töchtern, denen die übliche Unterstützung für Hinterbliebene von Staatsbediensteten verweigert wurde. Else Eisner floh nach dem Mord an ihrem Ehemann und wenige Wochen später auch Gustav Landauers mit den Kindern aus Bayern ins badische Gengenbach, wo ihr Vater ein Haus besaß. In der Wochenzeitschrift Die Weltbühne wurde mehrfach darauf hingewiesen, dass sie dort Not leide, und es wurde zu Spendensammlungen aufgerufen. Die Familie Arco-Valley soll gemäß den Erinnerungen von Philipp Loewenfeld der „Witwe Eisners“ 1920 im Rahmen eines Vergleichs die Summe von 60.000 Papiermark ausgezahlt haben, was etwa einem Goldmarkwert von 4000 Reichsmark entsprochen habe. Der Historiker Werner Angress fand dafür eine Bestätigung in der Korrespondenz von Elisabeth (Lisbeth) Eisner geb. Hendrich mit den Gerichten bezüglich der Scheidung, die in Eisners Polizeiakte erhalten geblieben sei. Es handelte sich ihm zufolge um eine einmalige Abfindung der Familie des Mörders an die erste Frau Eisners, von der er seit 1917 geschieden war.
Nach Etablierung der NS-Diktatur 1933 sah sich Eisners Familie zur Emigration nach Frankreich gezwungen. Der Name Eisner war für Hitler ein „rotes Tuch“, wie er 1925 in seinem autobiografischen Programmentwurf Mein Kampf erklärt hatte. Als im Zweiten Weltkrieg während des Frankreichfeldzuges infolge des Vormarsches der Wehrmacht zur Umfassung der Maginot-Linie kein Entkommen mehr möglich und jeder Fluchtweg abgeschnitten war, nahm sich Else Eisner am 17. Juni 1940 in Dole im Osten Frankreichs das Leben.

## Spätere Rezeption

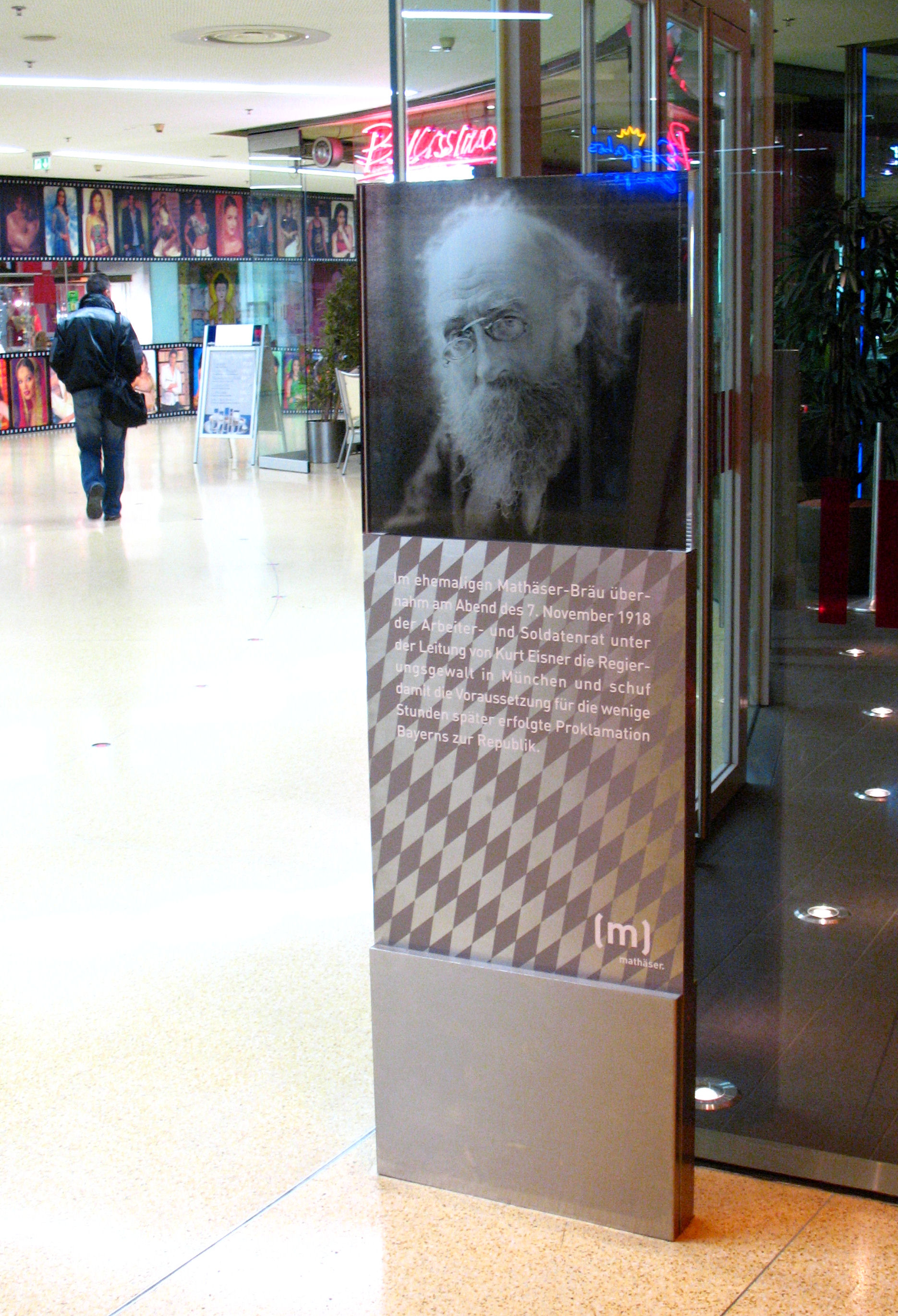
Kurt-Eisner-Stele am Ort des früheren Mathäserbräus

„Eisner ist Bolschewist, er ist Jude, er ist kein Deutscher, er fühlt nicht deutsch, untergräbt jedes vaterländische Denken und Fühlen, ist ein Landesverräter.“

Dieses Eisnerbild, das sein Mörder auf einer kurz vor dem Attentat verfassten Notiz erkennen ließ, prägte das herrschende Bild der ersten Jahre nach Eisners Tod: „Als Jude und angeblicher Bolschewist wurde er für alle Gegner der Revolution immer mehr zu deren Inbegriff.“ (Erika Bosl) Im nachrevolutionären München, einem „Tummelplatz antidemokratischer, rechtsextremer Kräfte, und Münchens braune[r] Bohème aus bizarren Sekten aller Art“ (Volker Ullrich) wurde Eisners Mörder zum Helden stilisiert, der NSDAP galt er – trotz seiner jüdischen Mutter – als „Held der Bewegung“.
Gegen die Benennung der Kurt-Eisner-Straße in München-Neuperlach protestierte 1969 die CSU. 1976 wurde in München auf dem Grünstreifen des Promenadeplatzes eine Gedenktafel eingelassen, nachdem der Eigentümer des Palais Montgelas die Anbringung einer Gedenktafel verweigert hatte. Die Gedenktafel bestand bis 2005, als dort ein Denkmal für Maximilian von Montgelas errichtet wurde. Auch ein Bodendenkmal in der Münchner Kardinal-Faulhaber-Straße konnte 1989 erst nach längeren politischen Auseinandersetzungen eingeweiht werden. 2011 wurde dann ein Kurt-Eisner-Denkmal am Münchner Oberanger errichtet. Es handelt sich um ein gläsernes, begehbares Denkmal der Künstlerin Rotraut Fischer. Die Stirnplatte ist beschriftet mit „Jedes Menschenleben soll heilig sein“, einem Zitat aus Kurt Eisners Revolutionsrede, mit der er am 7. November 1918 die Bayerische Republik ausgerufen hatte.
Das Münchner Stadtmuseum zeigte von 12. Mai 2017 bis 14. Januar 2018 die Ausstellung „Revolutionär und Ministerpräsident Kurt Eisner 1867–1919“.

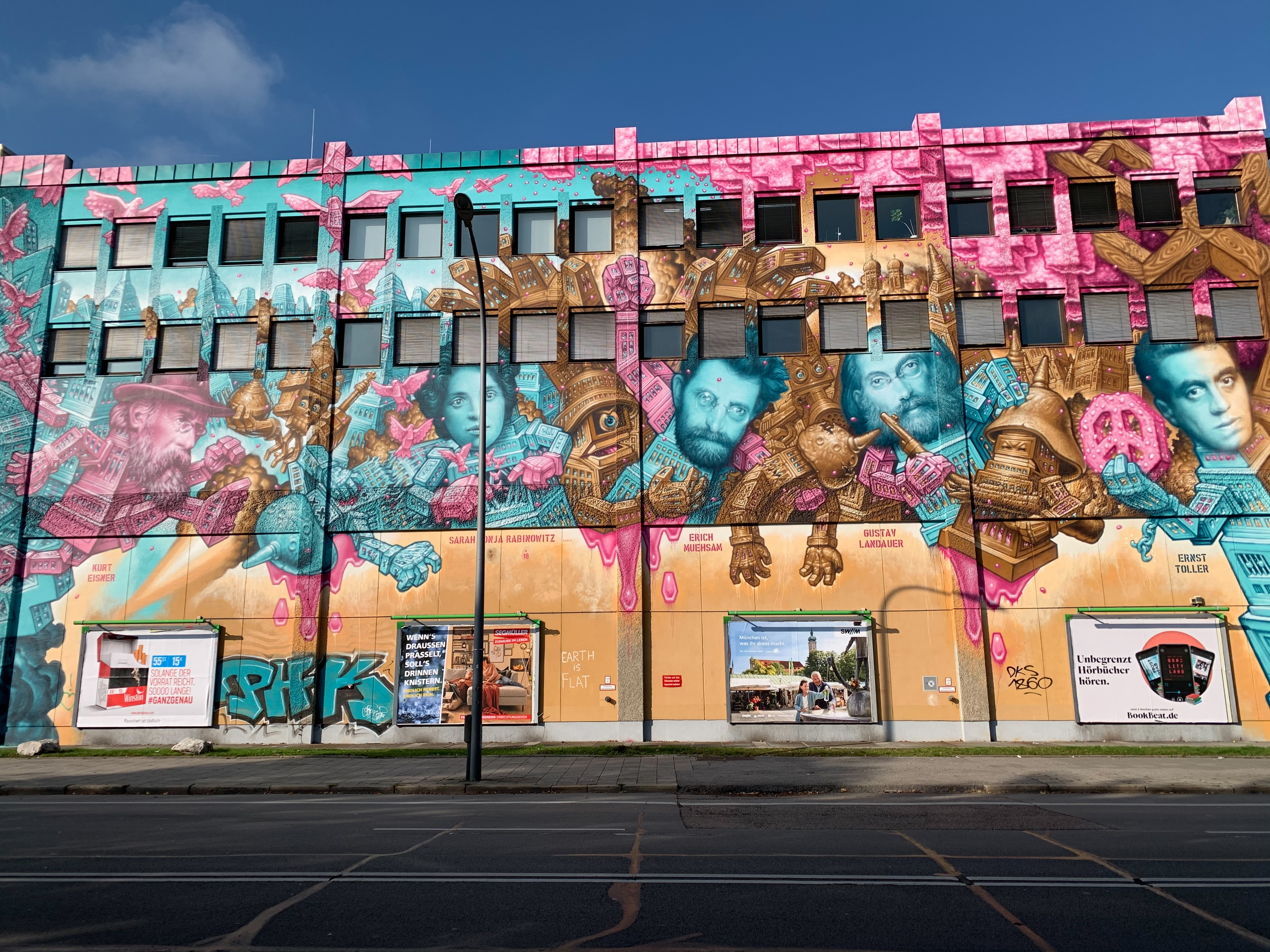
Mural von WON ABC

2019 gestaltete der Künstler WON ABC am Giesinger Berg ein 700 m² großes abstrakt buntes Mural mit den fotorealistischen Köpfen Kurt Eisners und vier weiterer Protagonisten der Räterepublik.
Dass „er an der deutschen Kriegsschuld nie einen Zweifel gelassen und zum Beweis amtliche Dokumente aus bayerischen Archiven veröffentlicht hatte“, verübelte man Eisner auch noch nach 1945. Ob Eisner nach der Niederlage bei der Landtagswahl vom 12. Januar 1919 wirklich zurücktreten wollte, wie die bei der Ermordung in seiner Aktentasche befindliche Rede besagte, wurde daher noch lange angezweifelt: Es wurde unterstellt, dass er möglicherweise „insgeheim eine Sprengung des Landtags vorbereiten ließ“ (Anton Ritthaler). Jedoch lässt die Analyse von Bernhard Grau keine Zweifel an Eisners Rücktrittsabsicht.:S. 472

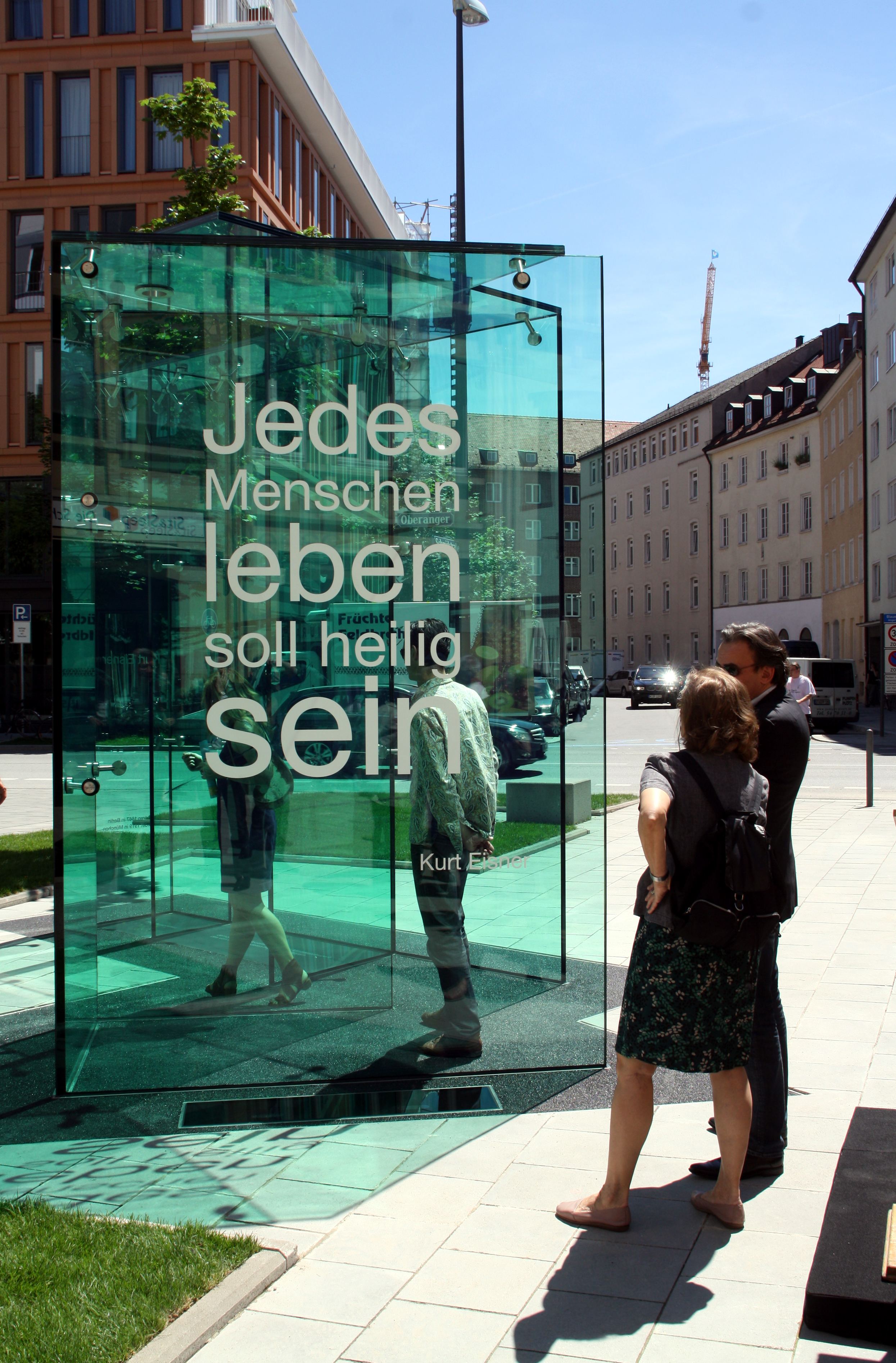
Kurt-Eisner-Denkmal am Oberanger in München, eingeweiht 2011

Nicht zuletzt durch die Neubewertung der Kriegsschuldfrage im Zuge der Fischer-Kontroverse ging Eisners Stigmatisierung als Landesverräter zurück, während seine Bezeichnung als Revolutionär in der zweiten Hälfte des 20. Jahrhunderts viel von ihrem negativen Klang verlor. Das Eisnerbild, das ihm eine „weltfremde Ideologie“ (Anton Ritthaler) unterstellte, blieb jedoch weithin bestehen; hinzu trat das Bild eines Politikers, „dem es als Berliner, Juden und Literaten im tiefkatholischen Bayern gelang, sich bei der großen Mehrheit der Bevölkerung Sympathie zu verschaffen und ein hohes Ansehen zu erringen“ (Reinhard Jellen). Die Auseinandersetzungen um Eisner-Denkmäler, -Straßen und -Plätze zeigen jedoch, wie umstritten der erste Ministerpräsident des Freistaates Bayern weiterhin ist.
Eisners Schriften, die lange wenig bekannt waren, finden erst in jüngerer Zeit größere Beachtung, wobei ihre bleibende Aktualität betont wird:

„Das Eisnersche Oeuvre verkörpert durch den Konnex einer an Marx geschulten Gesellschaftsanalyse mit einer an Kant orientierten, auf das Individuum abzielenden ethischen Zielbestimmung innerhalb der deutschen Sozialdemokratie einen eigenständigen Beitrag. Wegen seiner Bezugnahme auf Themen wie die militärische Ausrichtung deutscher Außenpolitik, Bildung für Eliten und Verknöcherung der parlamentarischen Demokratie nimmt es sich wie ein Kompendium zeitgenössischer Probleme aus.“

## Werke (Auswahl)
- Psychopathia spiritualis. Friedrich Nietzsche und die Apostel der Zukunft, Leipzig 1892
- Wilhelm Liebknecht. Sein Leben und Wirken. Buchhandlung „Vorwärts“, Berlin 1900 [2. Aufl. 1906]
- Taggeist. Culturglossen. Berlin 1901
- Der Zukunftsstaat der Junker. Manteuffeleien gegen die Sozialdemokratie im preußischen Herrenhaus am 11. und 13. Mai 1904. Buchhandlung „Vorwärts“, Berlin 1904
- Der Geheimbund des Zaren. Der Königsberger Prozeß wegen Geheimbündelei, Hochverrat gegen Rußland und Zarenbeleidigung vom 12. bis 25. Juli 1904. Buchhandlung „Vorwärts“, Berlin 1904 (online)
- Der Sultan des Weltkrieges. Ein marokkanisches Sittenbild deutscher Diplomaten-Politik. Kaden, Dresden 1906.[59]
- Das Ende des Reiches. Deutschland und Preußen im Zeitalter der großen Revolution. Berlin 1907 (online)
- Schuld und Sühne. Verlag Neues Vaterland, E. Berger und Co., Berlin 1919 (Flugschriften des Bundes Neues Vaterland, Nr. 12, online)
- Die neue Zeit. Georg Müller Verlag, München 1919 (Reden und Aufrufe Eisners aus seiner Regierungszeit, online)
- Unterdrücktes aus dem Weltkriege. Georg Müller Verlag, München/Wien/Zürich 1919 (online)
- Der Sozialismus und die Jugend. Vortrag. National-Zeitung, Basel 1919 (Vortrag vom 10. Februar 1919, online)
- Gesammelte Schriften. Zwei Bände. Paul Cassirer, Berlin 1919 (Band I online, Band II online)
- Die Götterprüfung. Eine weltpolitische Posse in fünf Akten und einer Zwischenaktspantomime. Paul Cassirer, Berlin 1920 (online.[60])

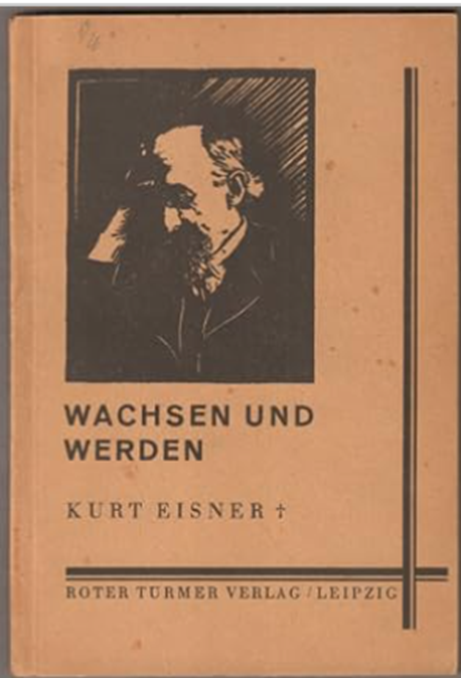
Buchumschlag Wachsen und Werden

- Buchumschlag Wachsen und WerdenWachsen und Werden. Aphorismen, Gedichte, Tagebuchblätter, Dramatische Bruchstücke, Prosa etc. Roter Türmer Verlag, Leipzig, 1926
- Die halbe Macht den Räten. Ausgewählte Aufsätze und Reden. Hrsg. von Renate und Gerhard Schmolze, Köln 1969
- Sozialismus als Aktion. Ausgewählte Aufsätze und Reden. Hrsg. von Freya Eisner, Suhrkamp, Frankfurt am Main 1975
- Zwischen Kapitalismus und Kommunismus. Hrsg. von Freya Eisner, Frankfurt am Main 1996
- Gefängnistagebuch, editiert, eingeleitet und herausgegeben von Frank Jacob, Cornelia Baddack, Sophia Ebert und Doreen Pöschl, Berlin 2016, ISBN 978-3-86331-295-4.